# Hersilia australiensis
Hersilia australiensis – gatunek pająka z rodziny Hersiliidae.
Gatunek ten został opisany w 1987 roku przez Barabarę i Martina Baehrów na podstawie 3 okazów z rejonu Alligator Rivers.
Samce osiągają około 6,4, a samice 7,1 mm długości ciała. Prosoma żółta do szarawej z czarnymi bokami, okolicami oczu i przodem szczękoczułków. Obszar oczny silnie wyniesiony, wklęśnięty po bokach, a nadustek podobnej wysokości. Oczy przednio-środkowe tak duże jak tylno-boczne. Na przodzie sercowatego sternum długie szczecinki. Opistosoma owalna do nieco kwadratowej u samca, bardziej okrągława u samicy; u samca szarawa, biało nakrapiana, zaś u samicy nieco ciemniejsza. Lancetowaty pas z przodu brązowawy, dalej czarny. Odnóża jasnożółte, obrączkowane. Narząd rozrodczy samca charakteryzuje cymbium z 4-5 ząbkami wierzchołkowymi oraz embolus silnie, spiralnie zawinięty wokół łyżeczkowatej apofizy medialnej. Samica ma epigyne o trapezoidalnym trzonie i pośrodku wciętych płytkach bocznych.
Pająk znany z australijskiego Terytorium Północnego.